# Nick Marsman
Nick Marsman (Zwolle, 1 oktober 1990) is een Nederlands voetballer. De doelverdediger kwam onder meer uit voor FC Twente, Go Ahead Eagles, FC Utrecht en Feyenoord.

## Clubcarrière

### Jeugd
Marsman werd in 2003 in de jeugd van Rohda Raalte opgepikt door de Voetbalacademie FC Twente en doorliep de jeugdelftallen tot en met de A-junioren. In seizoen 2006/07 speelde hij als B-junior enkele wedstrijden in de A1 die landskampioen werden. Een jaar later won hij ook de Supercup en Otten Cup met dat elftal. In 2009 maakte hij de overstap naar Jong FC Twente. Enkele keren mocht hij plaats nemen op de bank bij het eerste elftal, zo ook tijdens de gewonnen Johan Cruijff Schaal in 2010. Eind 2010 tekende hij zijn eerste profcontract bij FC Twente. Marsman tekende tot medio 2014.

### FC Twente
In mei van 2011 kreeg Marsman te horen dat hij doorgeschoven werd naar het eerste elftal van FC Twente. Hij ging de rol van derde doelman achter Nikolaj Michajlov en Sander Boschker op zich nemen na het vertrek van Wilko de Vogt. Hij debuteerde op 21 september 2011 in de uitwedstrijd om de KNVB Beker tegen VV Zwaluwen vanwege blessures bij Michajlov en Boschker. Zijn Eredivisie-debuut was op 15 oktober, uit bij RKC Waalwijk. Bij deze wedstrijd hield hij de nul. In totaal speelde Marsman in seizoen 2011/12 vier officiële wedstrijden.
Voor seizoen 2012/13 kwam Go Ahead Eagles met FC Twente een transfer op huurbasis overeen voor Marsman. In dit seizoen speelde Marsman 32 competitiewedstrijden en promoveerde hij met Go Ahead Eagles via de play-offs naar de Eredivisie.
In het seizoen 2013/14 keerde hij terug bij FC Twente, waar hij na het vertrek van Michajlov eerste keeper werd. Halverwege het seizoen 2014/2015 verloor hij de concurrentiestrijd van Sonny Stevens, die de club had overgenomen van FC Volendam. Nadat Stevens geblesseerd raakte, werd Marsman opnieuw eerste keeper. In seizoen 2015/16 verloor hij zijn basisplaats aan Joël Drommel, maar vanaf december was hij weer de eerste keuze. Zijn in de zomer van 2017 aflopende contract zal echter niet worden verlengd.

### FC Utrecht
In de zomer van 2017 verkaste Marsman transfervrij naar FC Utrecht. Hij maakte op 17 december 2017 zijn competitiedebuut tegen Heracles Almelo, omdat eerste keeper David Jensen vader werd. De wedstrijd eindigde in een 1-1 gelijkspel.
Hij speelde tevens regelmatig bij Jong FC Utrecht, waarvoor hij tot 7 competitieduels kwam.

### Feyenoord
Op 20 juni 2019 werd bekend dat Feyenoord met Marsman een principe-akkoord gesloten had voor een contract van twee jaar. Hij fungeerde in eerste instantie als derde keeper achter Kenneth Vermeer en Justin Bijlow, maar keepte door blessures een aantal wedstrijden in de Eredivisie en de Europa League. In de tweede seizoenshelft werd hij tweede doelman na het vertrek van Kenneth Vermeer. Dit seizoen werd echter abrupt onderbroken door de coronapandemie. In het seizoen 2020/21 is hij opnieuw tweede doelman, achter Justin Bijlow. Door een langdurige blessure van Bijlow stond Marsman meerdere wedstrijden onder de lat.
Na het seizoen 2020/21 ging Marsman naar Inter Miami CF dat uitkomt in de Major League Soccer (MLS).

### Inter Miami CF
Op 21 april 2021 werd bekend dat Nick Marsman de overstap zou maken van Feyenoord naar Inter Miami CF . Hij tekende een contract voor 2 seizoenen (2023). In het seizoen 2021-2022 heeft hij 7 wedstrijden gekeept en is daarna verplaatst naar het beloften team van Inter Miami CF (Inter Miami CF II) dat uitkomt in de MLS Next Pro League. Op 4 augustus 2023 maakte Miami gebruik van een optie om zijn contract te beëindigen in verband met de komst van Lionel Messi naar de club. 
Marsman bleef tot eind 2023 in dienst van de MLS als zogenoemde MLS Pool-speler; extra spelers, meestal keepers, die niet bij een MLS club onder contract staan en dus niet meetellen voor het salarisplafond maar in voorkomende situaties toegevoegd kunnen worden. Marsman ging zo in september 2023 naar San Antonio FC en speelde in de USL Championship.

### ADO Den Haag en Roda JC en Japan
Op 10 januari werd bekend dat ADO Den Haag een akkoord heeft gekregen met Marsman tot het einde van het seizoen.
Marsman maakte zijn debuut voor ADO Den Haag in de KNVB Beker tegen Excelsior Maassluis. Opmerkelijk is het snelle doelpunt dat Marsman tegen kreeg. Het duurde namelijk 39(!) seconde tot de bal in het net lag, de wedstrijd werd uiteindelijk wel gewonnen door ADO Den Haag met 1-2.
Op 26 september 2024 sloot Marsman aan bij Roda JC Kerkrade voor het seizoen 2024/25 met de afspraak om in de winterstop zijn positie te evalueren. Marsman wachtte dat niet af en vertrok naar Renofa Yamaguchi FC in de J2 League in Japan.

## Clubstatistieken

### Beloften
| Seizoen        | Club            | Competitie     | Competitie | Competitie |
| Seizoen        | Club            | Competitie     | Wed.       | Dlp.       |
| -------------- | --------------- | -------------- | ---------- | ---------- |
| 2014/15        | Jong FC Twente  | Eerste divisie | 2          | 0          |
| 2017/18        | Jong FC Utrecht | Eerste divisie | 7          | 0          |
| Carrièretotaal | Carrièretotaal  | Carrièretotaal | 9          | 0          |

Bijgewerkt t/m 20 april 2018

### Senioren
| Seizoen        | Club              | Competitie     | Competitie | Competitie | Beker | Beker | Europa | Europa | Overig | Overig | Totaal | Totaal |
| Seizoen        | Club              | Competitie     | Wed.       | Dlp.       | Wed.  | Dlp.  | Wed.   | Dlp.   | Wed.   | Dlp.   | Wed.   | Dlp.   |
| -------------- | ----------------- | -------------- | ---------- | ---------- | ----- | ----- | ------ | ------ | ------ | ------ | ------ | ------ |
| 2011/12        | FC Twente         | Eredivisie     | 1          | 0          | 2     | 0     | 1      | 0      | –      | –      | 4      | 0      |
| 2012/13        | → Go Ahead Eagles | Eerste divisie | 32         | 0          | 3     | 0     | –      | –      | 6      | 0      | 41     | 0      |
| 2013/14        | FC Twente         | Eredivisie     | 34         | 0          | 1     | 0     | –      | –      | –      | –      | 35     | 0      |
| 2014/15        | FC Twente         | Eredivisie     | 21         | 0          | 1     | 0     | 2      | 0      | –      | –      | 24     | 0      |
| 2015/16        | FC Twente         | Eredivisie     | 23         | 0          | 0     | 0     | –      | –      | –      | –      | 23     | 0      |
| 2016/17        | FC Twente         | Eredivisie     | 34         | 0          | 1     | 0     | –      | –      | –      | –      | 35     | 0      |
| 2017/18        | FC Utrecht        | Eredivisie     | 1          | 0          | 0     | 0     | –      | –      | –      | –      | 1      | 0      |
| 2018/19        | FC Utrecht        | Eredivisie     | 0          | 0          | 0     | 0     | –      | –      | 2      | 0      | 2      | 0      |
| 2019/20        | Feyenoord         | Eredivisie     | 2          | 0          | 0     | 0     | 2      | 0      | –      | –      | 4      | 0      |
| 2020/21        | Feyenoord         | Eredivisie     | 21         | 0          | 2     | 0     | 3      | 0      | –      | –      | 26     | 0      |
| 2021/22        | Inter Miami       | MLS            | 21         | 0          | 0     | 0     | –      | –      | –      | –      | 7      | 0      |
| 2022/23        | Inter Miami II    | MLS Next Pro   | 2          | 0          | 0     | 0     | –      | –      | –      | –      | 2      | 0      |
| 2023/24        | San Antonio       | Championship   | 5          | 0          | 1     | 0     | –      | –      | 2      | 0      | 8      | 0      |
| 2023/24        | ADO Den Haag      | Eerste divisie | 17         | 0          | 2     | 0     | –      | –      | –      | –      | 19     | 0      |
| 2024/25        | Roda JC           | Eerste divisie | 2          | 0          | 0     | 0     | –      | –      | –      | –      | 2      | 0      |
| Carrièretotaal | Carrièretotaal    | Carrièretotaal | 206        | 0          | 13    | 0     | 8      | 0      | 10     | 0      | 221    | 0      |

Bijgewerkt t/m 11 mei 2024

## Interlandcarrière
Marsman zat in oktober 2011 voor het eerst in de voorselectie van Jong Oranje met ploeggenoten Leroy Fer, Ola John en Steven Berghuis. Hij werd nog niet eerder voor het elftal opgeroepen. In de zomer van 2012 ging Marsman als eerste keeper met het beloftenelftal mee naar het toernooi in Toulon. Terwijl Oranje derde werd op dat toernooi, werd Marsman tot beste keeper verkozen. In 2012 zat hij voor het eerst in de definitieve selectie bij Jong Oranje. Voor het Europees kampioenschap voetbal mannen onder 21 - 2013 in Israël werd Marsman opgeroepen en fungeerde hij als derde doelman achter Jeroen Zoet en Marco Bizot. Jong Oranje werd in de halve finale uitgeschakeld door Italië. 

## Erelijst
| Competitie           | Winnaar (1ste) | Winnaar (1ste) | Finalist (2de) | Finalist (2de) | Derde  | Derde |
| Competitie           | Aantal         | Jaren          | Aantal         | Jaren          | Aantal | Jaren |
| -------------------- | -------------- | -------------- | -------------- | -------------- | ------ | ----- |
| FC Twente            |                |                |                |                |        |       |
| Johan Cruijff Schaal | 2×             | 2010, 2011     |                |                |        |       |

## Persoonlijk
- Marsman is een zoon van Gerard Marsman, directeur van Coaches Betaald Voetbal.[11]